# 교향곡 3번 (시벨리우스)
교향곡 3번 다장조 Op. 장 시벨리우스의 52번은 1907년에 작곡된 3 악장 교향곡이다. 시벨리우스의 첫 두 교향곡의 낭만적인 강렬함과 후기 교향곡의 보다 엄격한 복잡성 사이를 오가는 이 곡은 성격이 좋고 승리적이며 믿을 수 없을 정도로 단순한 소리를 낸다. 이 교향곡의 첫 번째 연주는 1907년 9월 25일 작곡가가 지휘한 헬싱키 필하모닉 협회 에서 연주되었다. 같은 콘서트에서 부수적인 음악에서 Belshazzar's Feast, Op. 51회도 처음으로 공연됐다. 그것은 영국에서 그의 작품의 초기 챔피언이었던 영국 작곡가 그란빌 반토크에게 헌정되었다.
교향곡 3번은 시벨리우스 교향곡의 전환점을 나타낸다. 그의 교향곡 1 번과 2번은 장대한 낭만주의 와 애국적 작품이다. 그러나 세 번째는 가능한 한 적은 멜로디 숫자, 하모니 및 지속 시간에 가장 많은 양의 음악 자료를 포함하려는 뚜렷하고 거의 고전적인 욕망을 보여준다. 이 음악적 경제는 1악장에서 가장 뚜렷하게 나타나며, 명확하고 깔끔하게 전개된 부분에서 베토벤을 거의 연상시킨다. 전체 교향곡의 일반적인 연주는 30분 미만이다.

## 편성
이 작품은 플루트 2개, 오보에 2개, 클라리넷 2개(B ♭ 및 A), 바순 2개, 호른 4개(F), 트럼펫 2개(B ♭ ), 트롬본 3개, 팀파니 및 현악기 를 포함하는 오케스트라를 위해 편성되었다.

## 악장
1. Allegro moderato (in C major)
2. Andantino con moto, quasi allegretto (in G♯ minor)
3. Moderato – Allegro ma non tanto (in C major)

### I. Allegro moderato
브라우저에서 소리 재생을 지원하지 않습니다. 오디오 파일을 다운로드할 수 있습니다.
교향곡은 첼로와 더블베이스의 강렬하고 리드미컬한 선율로 시작되며, 발표 후 금관악기 와 나머지 현이 차례로 들어간다. 이 교향곡과 다음 교향곡 모두에서 중요한 역할을 하는 CF ♯ 셋온음은 린포르잔도 표시에 의해 일찍이 15 마디의 시작 부분에서 명확하게 표현되고 강조된다.
브라우저에서 소리 재생을 지원하지 않습니다. 오디오 파일을 다운로드할 수 있습니다.
거의 민속적인 것과 같은 경쾌한 플루트 솔로는 첫 번째 악장에서 세 가지 주요 클라이막스 중 첫 번째 부분에서 브러시 같은 현을 통해 호른 호출로 전환된다.
브라우저에서 소리 재생을 지원하지 않습니다. 오디오 파일을 다운로드할 수 있습니다.
오프닝의 부드러운 고요함이 다시 한 번 첼로에 의해 회상되지만, 이번에는 B단조의 더 먼 키에서 더 취약하고 소스테누토 방식으로 회상된다.
브라우저에서 소리 재생을 지원하지 않습니다. 오디오 파일을 다운로드할 수 있습니다.
이어 연이은 목관악기가 부드러운 현악기 위에 두 번째 첼로 선율을 회상하며, 이는 악장의 시작을 반복적으로 상기시킨다. 긴장이 고조되어 마침내 오프닝 테마로 폭발하며 팀파니, 금관악기와 목관 악기 합창 과 첼로의 색다른 피치카토가 박동하는 배경에서 바이올린을 연주한다. 플루트 주제가 다시 한 번 회상되고 두 번째 첼로 주제가 전체 오케스트라에 의해 다시 언급된다. 현악 부분에서 연주되는 팀파니 와 목관 악기는 리드미컬한 재료를 제공하는 반면 더 많은 금관 악기 합창이 섹션 전체에 걸쳐 지속된다.
음악은 다시 한 번 줄어들지만, 이번에는 완전히 떨어지기 전에 플루트와 호른 합창이 과거 주제에 대한 더 많은 회상으로 이어지며 E 단조의 두 화음 플라갈 종지 ( A 화음)로 끝난다. 단조 다음에 E 단조의 화음이 옴), 이 두 화음에는 F가 없기 때문에 F–F ♯ 이분법(작품 시작 부분에 CF ♯ 삼중음으로 설정됨)이 해결되지 않은 상태로 둔다.
브라우저에서 소리 재생을 지원하지 않습니다. 오디오 파일을 다운로드할 수 있습니다.
브라우저에서 소리 재생을 지원하지 않습니다. 오디오 파일을 다운로드할 수 있습니다.

### II. Andantino con moto, quasi allegretto
2악장의 시작은 녹턴이다. 첫 번째 섹션은 만연한 어둠 속에서 거의 왈츠를 추고 있지만 제한된 방식으로 음악은 그렇게 하기를 거부한다.
브라우저에서 소리 재생을 지원하지 않습니다. 오디오 파일을 다운로드할 수 있습니다.
이 악장의 구조가 정확히 어떤 형태를 나타내는지에 대해 의견이 일치하지 않는다. 그러나 발달 에피소드가 있는 테마의 네 가지 등장은 일종의 론도를 암시한다. 연장된 도입부 이후에 목관악기와 호른의 해설과 함께 주제를 이어받는 현악 부분으로 잠깐의 가벼움이 이어진다. 음악은 끊임없는 첼로 피치카토에 의해 끝까지 추진되고, 두 번째 악장은 곡을 거의 알아볼 수 있는 여러 현 펄스로 끝난다.

### III. Moderato
마지막 악장은 실제로 하나의 피날레로 압축된 두 악장이다. 시벨리우스는 그것을 "혼돈에서 아이디어의 결정체"로 설명했다. 오프닝에는 이전 자료와 아직 나오지 않은 자료의 주제 조각이 포함되어 있다.
브라우저에서 소리 재생을 지원하지 않습니다. 오디오 파일을 다운로드할 수 있습니다.
조용하고 긴박한 스케르초는 여러 번 반복되는 코랄(눈에 띄는 CF ♯ 삼음)로 나뉜다.
브라우저에서 소리 재생을 지원하지 않습니다. 오디오 파일을 다운로드할 수 있습니다.
코다는 코랄 형식의 주제를 점점 더 확장하여 교향곡이 코랄 주제의 개요와 쇄도하는 현악기와 목관악기로 끝날 때까지 계속된다. 케이던스는 금관악기의 아르페지오 화음 C장조 3화음으로 거의 갑자기 중단된다.